# 진보촌
진보촌(神保村)은 도야마현 네이군에 있던 촌이다. 현재의 도야마시에 해당한다.

## 역사
- 1942년 6월 20일 - 네이군 지사토촌, 도미카와촌이 합병해 진보촌이 성립하였다.
- 1959년 1월 1일 - 후추정에 편입되었다.

## 참고문헌
- 『市町村名変遷辞典』東京堂出版、1990年。